# Phil Laak
Philip Laak, detto Phil (Dublino, 8 settembre 1972), è un giocatore di poker statunitense.
Laak ha un titolo World Poker Tour (WPT), un braccialetto delle World Series of Poker (WSOP) ed è apparso in numerosi programmi televisivi in onda a livello internazionale.

## Biografia
Laak è nato a Dublino, cresciuto sulla costa orientale degli Stati Uniti, e ora vive a Los Angeles e Las Vegas. Si è laureato presso l'Università del Massachusetts - Amherst, con una laurea in ingegneria meccanica e ha svolti vari lavori prima di giocare a tempo pieno a poker in California. È stato per anni coinquilino del suo caro amico Antonio Esfandiari. Prima di trasferirsi nell'Ovest americano, Laak ha vissuto per diversi anni a New York, dove ha affinato le sue abilità come giocatore di classe mondiale di backgammon prima di rivolgere la sua attenzione al poker.
È fidanzato con l'attrice statunitense Jennifer Tilly.

## Carriera
Laak ha imparato a giocare a poker da bambino. La sua prima vittoria importante in torneo fu quella al World Poker Tour (WPT) Celebrity Invitational nel febbraio 2004. Ha fatto due tavoli finali WPT: il sesto posto sia nella seconda stagione Battle of Champions e il World Diamond Poker Classic 2005.
Alla WSOP 2005, Laak è arrivato secondo contro Johnny Chan nel 2.500 dollari limite hold'em. Laak ha sconfitto Ram Vaswani, vincendo la prima edizione di William Hill Poker Grand Prix, portando a casa il primo premio di £ 150.000. Ha inoltre partecipato a numerose serie di poker. Laak è apparso nelle stagioni dalla due alla sei di High Stakes Poker.
Laak è stato un vincitore del Poker After Dark, guadagnandosi il premio settimanale di $ 120.000. Il torneo è stato intitolato "Phil Phil" perché sia Phil Laak e Phil Hellmuth sono stati contendenti. Oltre a Laak e Hellmuth il tavolo era composto da Doyle Brunson, Antonio Esfandiari, Jennifer Harman, ed Erik Seidel. Ha di nuovo vinto $ 120.000 nell'episodio Nicknames, sconfiggendo Annette Obrestad, Mike Matusow, Antonio Esfandiari, Erick Lindgren e Phil Hellmuth.
Alla conferenza 2007 de Association for the Advancement of Artificial Intelligence a Vancouver, Laak e altri compagni giocatori professionisti hanno gareggiato contro Polaris, un computer che sa giocare a poker, sviluppato presso l'Università dell'Alberta, ottenendo un pareggio ed una sconfitta.
Nel 2008, Laak ha fatto un'apparizione nel film tv Knight Rider, dove ha interpretato un professionista di poker, come nella realtà.
Laak ha scritto una rubrica mensile chiamata "Essere Phil Laak" su Bluff Magazine dalla fine del 2005. Laak ha co-ospitato uno spettacolo intitolato  I Bet You con il suo amico Antonio Esfandiari, dove si scommetteva su qualsiasi cosa.
Laak ha giocato anche nel Cash Game Invitational dell'Aussie Millions del 2009.
Nel mese di ottobre 2009, Laak è stato incoronato campione del PartyPoker.com World Open V vincendo $ 250 000. Ha superato un tavolo finale estremamente difficile che includeva Luke 'FullFlush' Schwartz e la sua partner da lungo tempo Jennifer Tilly.
Ai primi di gennaio 2010, Laak ha lanciato il suo sito di poker online, Poker Unabomber. Il sito, che offre una grafica in stile cartone animato, è membro della rete Cake Poker.
Il 16 settembre 2010, Laak ha vinto il suo primo braccialetto WSOP, vincendo il ₤ 2.500 di buy-in Six-Handed No-Limit Hold'em alle WSOP del 2010 svoltesi in Europa (WSOPE). La sua vittoria è arrivata dopo un incidente avvenuto con un fuoristrada in agosto, in cui ha subito una frattura al gomito e altre lesioni.
Nel 2010, le sue vincite totali in torneo superavano i $2 300 000.
| Anno | Torneo                              | Premio  |
| ---- | ----------------------------------- | ------- |
| 2010 | € 2.500 Six-Handed No-limit Hold'em | 170.802 |